# Papillidiopsis koponenii
Papillidiopsis koponenii là một loài rêu trong họ Sematophyllaceae. Loài này được B.C. Tan mô tả khoa học đầu tiên năm 1990.